# Thomas Lipton

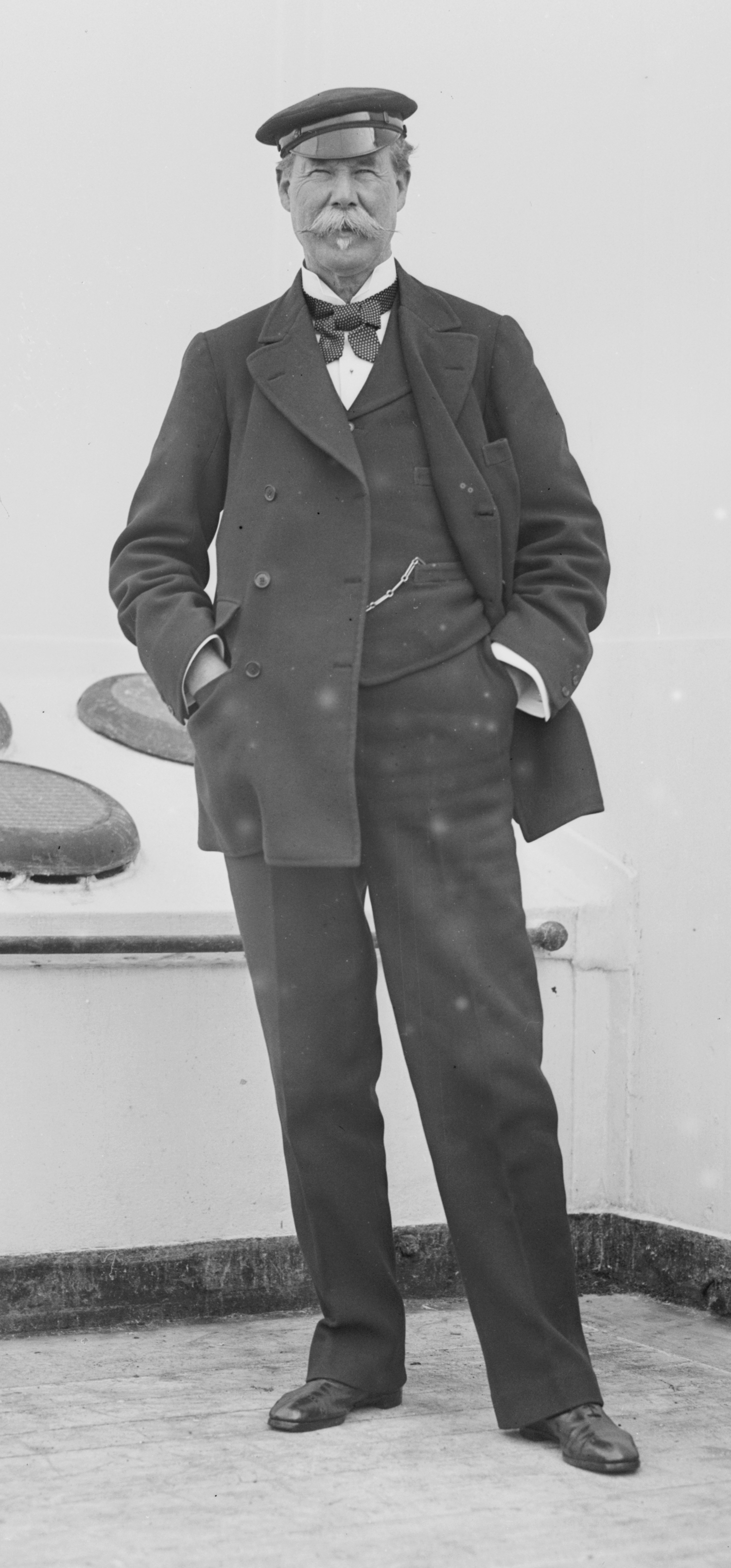
Thomas Lipton

Thomas Johnstone Lipton (Glasgow, 10 mei 1850 - Londen 2 oktober 1931) was de man achter Lipton, dat bekend is van de Lipton-thee en Lipton Ice Tea.
De Schot Thomas Lipton was de zoon van een Ierse kruidenier. Hij kocht theeplantages op in Ceylon (het huidige Sri Lanka) en verkocht zijn thee in zijn eigen winkels, de tussenhandel omzeilend. Zijn gedachte was om de tot dan toe erg dure thee toegankelijk te maken voor minderbedeelden.